# Hala Arena
Hala Arena [ˈxala aˈrɛna], geralmente conhecida como Arena, é uma arena multiúso situana no distrito de Grunwald da cidade de Posnânia no oeste da Polônia. É usada principalmente para a prática do voleibol, outros esportes e concertos. A arena foi inaugurada em 1974 e dependendo do evento tem capacidade de 5.500 espectadores.
A Arena sediou jogos da fase preliminar do EuroBasket 2009.